# Saccoloma nigrescens
Saccoloma nigrescens là một loài dương xỉ trong họ Saccolomataceae. Loài này được Mett. A. Rojas mô tả khoa học đầu tiên năm 2010.